# Atelopus carbonerensis
Atelopus carbonerensis är en groddjursart som beskrevs av Juan A. Rivero 1974. Atelopus carbonerensis ingår i släktet Atelopus och familjen paddor. IUCN kategoriserar arten globalt som akut hotad. Inga underarter finns listade.